# Лісна Поляна (Новосибірська область)
Лісна Поляна (рос. Лесная Поляна) — населений пункт (тип: залізнична станція) у Коченевському районі Новосибірської області Російської Федерації.
Входить до складу муніципального утворення Ліснополянська сільрада. Населення становить 961 особа (2010).

## Історія
Згідно із законом від 2 червня 2004 року органом місцевого самоврядування є Ліснополянська сільрада.

## Населення
| 2002 | 2007  | 2010 |
| ---- | ----- | ---- |
| 861  | ↗1053 | ↘961 |